# Vivien Goldman
Pour les articles homonymes, voir Goldman.
Vivien Goldman, née le 25 août 1954, à Londres, en Angleterre, est une journaliste et écrivain musicale britannique qui a commencé sa carrière avec l'explosion punk et reggae et s'est spécialisée dans les musiques noires. Elle par ailleurs chanteuse occasionnelle, notamment avec un 45 tours culte, le Dirty Washing EP de 1981. 
Elle est la fille de deux réfugiés juifs allemands (son père est un musicien qui a fui l'Allemagne nazie avec son violon). Elle a étudié la littérature anglaise et américaine à l'université de Warwick et a commencé sa carrière professionnelle comme attaché de presse pour Island Records, où elle a rencontré Bob Marley. Elle réside désormais aux États-Unis, à Manhattan, un arrondissement de New York.

## Musicienne
Vivien Goldman a vécu à Paris, en France, durant un an et demi et y fut membre d'un duo new wave : Chantage. 
Elle aussi une membre fondatrice du groupe The Flying Lizards.
En 1981, elle a sorti le Dirty Washing EP, produit par John Lydon et Adrian Sherwood, avec Keith Levene de Public Image Limited, George Oban ancien d'Aswad, Robert Wyatt, Steve Beresford, Vicky Aspinall, Shooz; sorti d'abord sur son propre label Window et distribué par Rough Trade, il fut réédité sur 99 Records le séminal label de Ed Bahlman. La chanson Launderette a été reprise sur la compilation Anti NY de Gomma Records' et sur les CD-compilations Girl Monster produites par les Chicks on Speed.
Elle a aussi écrit des chansons pour des artistes comme Massive Attack, Coldcut, Ryūichi Sakamoto, a réalisé des clips, comme le premier clip avec Flavor Flav de Public Enemy (sur I Ain’t No Joke d'Eric B. & Rakim) ou pour Hugh Masekela.

## Journaliste
Vivien Goldman a écrit pour le New Musical Express (elle a partagé un appartement avec sa collègue journaliste du NME et future chanteuse de The Pretenders Chrissie Hynde), Sounds et The Melody Maker ("Nous étions transférés comme les footballeurs, j'allais d'une équipe à l'autre" -"We were traded like football players. I went from one team to the other." ) sur le reggae, le Punk et le Post-punk. D'autres articles d'elles ont été publiés dans Interview, The Village Voice, Rolling Stone, Spin, The Daily Telegraph, Harper’s Bazaar, The Observer, The New Statesman, The New York Times etc.
Elle était du voyage de John Lydon à la Jamaïque en février 1978, organisé par Richard Branson, de Virgin records, après la séparation des Sex Pistols (ainsi que Don Letts et Dennis Morris).
Elle a aussi écrit la première biographie de Bob Marley, Soul Rebel, Natural Mystic, en lien étroit avec lui et d'autres livres sur les musiques noires (voir la bibliographie).
À la télévision britannique, elle a participé aux émissions The Tube et The Late Show (avec Charlie Gillett), a coproduit et conçu l'émission des années 1980 Big World Café, a écrit pour VH1 les séries 100 Greatest of Rock et The 1970s’.
Elle intervient comme enseignante de punk et de reggae à la Tisch School of the Arts (Clive Davis Department of Recorded Music, New York University) et fut lectrice invitée pour le Barnard's Forum on Migration et curatrice pour leur série d'événements musicaux « trans-culturels ».
En janvier 2007, la BBC America a commencé à diffuser Ask The Punk Professor sur son site, où Vivien Goldman répond aux questions des internautes et commente l'actualité.

### Discographie
(partielle)
- 1980. The Flying Lizards, The Flying Lizards, 33t, Virgin, 2473 791. Créditée pour avoir coécrit Her Story (A2) et écrit The Window (B5).
- 1981. The Flying Lizards, Lovers And Other Strangers, 45t, Virgin, VS 421. Chant sur la face B, Wind
- 1981. Vivien Goldman, Launderette (Launderette/Private Armies), 45 t, Window, WIN 1
- 1981. Vivien Goldman, Dirty Washing EP, (Launderette//Private Armies/Private Armies (Dub))Maxi 45t, 99 Records (US), 99-05EP. Private Armies version Dub' est aussi le 4e titre de la face B de New Age Steppers, The New Age Steppers, 33t, On-U Sound, ON-U LP 01, ou Statik Records, STAT LP9, 1981
- 1982. The Gist, Embrace The Herd, 33t, Rough Trade, ROUGH 25. Chant sur Clean Bridges (A5).
- 1983. Idoli, Čokolada, 33t, Jugoton (Yu), LSY 63171. Chœurs.
- 2001. Compilation Anti NY, CD et 2x33t, Gomma 013 CD et Gomma 013 LP. Avec Launderette et sur le CD Launderette (Munk Version)
- 2006. Compilation Girl Monster, 3xCD, Chick on Speed Records. cd1 : Vivien Goldman, Laundrette. cd3: Vivien Goldman avec Andy Caine & Manasseh Sound, Seven Days
- ? Vivien Goldman, Dirty Washing, CD 3 titres, 99 records.